# Śmierć Krystowę, śmierć swą zawżdy
Śmierć Krystowę, śmierć swą zawżdy (inc.) – łacińska średniowieczna pieśń religijna o charakterze pasyjnym, zaczynająca się od słów: Mors tua, mors Christi, fraus mundi, gloria coeli / Et dolor inderni sint meditandia tibi. Opublikowana w polskim przekładzie Jana Sandeckiego w XVI w.
Tekst tego dwuwiersza o charakterze umoralniającym zyskał znaczną popularność w średniowieczu. Autorstwo łacińskiego oryginału pozostaje anonimowe. Sześciowersowe tłumaczenie na język polski zostało umieszczone w 1522 r. na początku publikacji Baltazara Opeca pt. Żywot Pana Jezu Krysta (drukarnia Jana Hallera w Krakowie).